# Ask.com
Ask.com (колишня назва Ask Jeeves) — це пошукова система заснована в 1996 році Гарреттом Гурнером і Девідом Вартеном у місті Берклі, штат Каліфорнія.

## Історія
Ask.com спочатку була відома як Ask Jeeves, а "Jeeves" — це ім'я вигаданого персонажа, "особистого джентльмена джентльмена", або камердинера, який дає відповідей на будь-яке питання. Персонаж названий на честь Дживса, камердинера Берті Вустера з творів Вудгауза.
Первісна ідея сервісу Ask Jeeves полягала в тому, щоб, крім звичайного пошуку за ключовими словами, на свої питання користувачі могли отримувати відповіді, написані звичайною живою мовою. Сучасна версія Ask.com досі дотримується цього принципу, додавши до нього підтримку математичних, словникових питань і питань по конверсії різних величин.
Ask Jeeves був запущений в бета-версії в середині квітня 1997 року і повністю запущений 1 червня 1997 року.
18 вересня 2001 року, Ask Jeeves придбав Teoma за $ 1,5 млн.
У липні 2005 року Ask Jeeves було придбано IAC.
27 лютого 2006 року персонаж зник зі сторінки Ask.com, за офіційною версією "пішовши на пенсію". Було проведено ребрендинг — компанія почалася називатися Ask. Проте, у 2009 році британська версія сайту uk.ask.com, повернула персонажа назад.
4 липня 2008 року Ask придбав Lexico Publishing Group, яка володіла Dictionary.com, Thesaurus.com, and Reference.com.
У серпні 2008 року Ask запустив Ask Kids, пошукову систему, призначену для дітей.
26 липня 2010 року Ask.com випустив Closed-Beta Q & A Service. Сервіс була оприлюднений 29 липня 2010 року. Ask.com запустив  мобільний Q&A додаток для iPhone наприкінці 2010 року.